# Magistralni put 45
Die Magistralni put 45 ist eine serbische Bundesstraße in Kosovo. Sie beginnt in Klina und führt in südwestlicher Richtung über Gjakova nach Morina an der albanischen Grenze. Obwohl Serbien den Kosovo als eigenes Territorium betrachtet, hat es keine Kontrolle über die Bundesstraße, da diese vollständig unter kosovarischer Kontrolle steht. Sie wird im Kosovo als Nationalstraße M-9.1 geführt.